# Ranoidea aurea
Ranoidea aurea (Lesson, 1827) è un anfibio anuro della famiglia Pelodryadidae, originaria dell'Australia orientale.